# The Heart of John Grimm
The Heart of John Grimm è un cortometraggio muto del 1912 diretto da Edmund Lawrence e interpretato da Stuart Holmes, Hazel Neason, Ralph B. Mitchell, Adelaide Lawrence, Emily Lorraine.

## Produzione
Il film fu prodotto dalla Kalem Company.

## Distribuzione
Distribuito dalla General Film Company, il film - un cortometraggio in una bobina - uscì nelle sale cinematografiche statunitensi il 27 settembre 1912.